# Paralabidochromis
Paralabidochromis é um género de peixe da família Cichlidae.
Este género contém as seguintes espécies:
- Paralabidochromis beadlei
- Paralabidochromis chromogynos
- Paralabidochromis crassilabris
- Paralabidochromis victoriae